# 日野市ミニバス
日野市ミニバス（ひのしミニバス）は、東京都日野市が運行するコミュニティバス。1986年（昭和61年）8月20日、最初のルート「市内路線」を運行開始。現在は7路線が運行されており、南平・三沢台・川辺堀之内路線は京王電鉄バス桜ヶ丘営業所が、旭が丘循環・落川・平山循環・市内路線は京王バス桜ヶ丘営業所がそれぞれ運行受託している。

## 概要
一般路線バスの走らない地域を補完するように、順次路線が設けられている。2009年5月16日の川辺堀之内路線の開通で、一般路線バスと併せ、町名レベルで日野市の全ての地域を通るようになった。
運賃体系は、京王電鉄バスの一般路線バスと同様であり、対キロ多区間運賃制となっている。全路線で交通系ICカード（PASMO・Suica）が利用可能で、京王バスの金額式IC定期券「モットクパス」にも対応している。また東京都シルバーパスも利用でき、各種障害者手帳の提示による運賃割引もある。なお、多摩市ミニバスでも同様の運賃体系を採用している。
高幡不動駅を発着する三沢台路線と落川路線は、隣接する多摩市内の聖蹟桜ヶ丘駅まで乗り入れており、利用エリアは日野市・多摩市にまたがる。
多摩市ミニバスもかつては、旧・南北線が百草団地（多摩市・日野市にまたがる住宅団地）まで乗り入れていた。

## コミュニティバスの先駆けとして
（詳細な歴史は、日野市公式サイト内「ひのミニバスの歩み」を参照）
1986年8月20日に東京都内で2番目に運行開始したコミュニティバスで、全国的にもかなり早い時期の開業である。1980年7月1日に開業した武蔵村山市内循環バス（MMシャトル）に次ぐものである。
都内で1980年代にコミュニティバスを運行開始した自治体は、武蔵村山市・日野市の2市のみで、コミュニティバスの先駆けである。
日野市公式サイト内「日野市地域公共交通会議」の第2回（2008年8月8日）開催後に発行された『日野市地域公共交通会議だより 第1号』（2008年10月10日発行）には、「日本初のコミュニティバスとして昭和61年に運行を開始」とあるが、武蔵村山市の方が6年早い。2016年8月20日には開業30周年を迎えた。
なお、「コミュニティバス」という概念を全国に広めたことで知られる武蔵野市のムーバスは1995年11月26日の開業で、武蔵村山市・日野市に続く3番目の誕生である。
この流れを受け1990年代には、まちっこ（町田市・1997年10月20日）、多摩市ミニバス（多摩市・1997年11月1日）、みたかシティバス（三鷹市・1998年11月3日）と、多摩地域でコミュニティバスの開業が相次いだ。

## 沿革
- 1986年（昭和61年）8月20日[1][3]
  - 市内路線が運行開始（高幡不動駅 - 日野市役所 - 多摩平支所 - 平山城址公園駅、1日4往復）[2]
    - 京王帝都電鉄（当時）桜ヶ丘営業所が担当。
    - 日野市役所前で運行開始記念式典が行われる。当該車両は京王帝都2代目カラーの日野・レインボーRB[2]。
- 1990年（平成2年）6月：京王帝都電鉄のCI導入によりバスの塗色が変更[15]。以降、日野市ミニバスの車両も順次塗り替えられる[1]。
- 1991年（平成3年）11月18日
  - 日野台路線が運行開始（日野駅 - 緑ヶ丘 - 豊田駅北口、1日13往復）[2]。
- 1992年（平成4年）3月2日
  - 三沢台路線が運行開始（高幡不動駅 - 三沢台 - 聖蹟桜ヶ丘駅、1日10往復）[2]。
- 1995年（平成7年）4月3日
  - 南平路線が運行開始（高幡不動駅 - 鹿島台 - 日野駅、1日10往復）[2]。
- 1997年（平成9年）4月4日：南平路線に豊田駅北口系統を開設（高幡不動駅 - 鹿島台 - 豊田駅北口、1日2往復）[2]。これに伴い、南平路線（日野駅系統）を減便[2]。
- 1998年（平成10年）7月1日：京王帝都電鉄が京王電鉄に社名変更[16]。
- 1999年（平成11年）2月1日：市内路線を桜ヶ丘車庫まで延伸（8往復のうち4往復）[2]。
- 2001年（平成13年）1月16日：南平路線に北野街道口系統を開設（高幡不動駅 - 鹿島台 - 北野街道口、1日3便）[2]。
- 2002年（平成14年）
  - 6月24日：旭が丘循環路線を運行開始（日野駅 - 豊田駅北口 - 旭が丘循環、1日10便）[2]。
  - 8月1日：京王電鉄直営であったバス事業が分社化され、京王電鉄バスが営業開始。担当が京王電鉄バス桜ヶ丘営業所となる。
- 2003年（平成15年）9月29日
  - 旭が丘循環路線で経路変更、豊田住宅へ乗り入れ開始し「西平山第二公園」停留所を新設[2]。これを記念して運転手に花束贈呈セレモニーが行われる。当該車両はミニバスカラーの日野・レインボーRB[2]。
  - 三沢台路線と南平路線で、乗り継ぎ制度を試行導入[2]。
- 2004年（平成16年）12月20日
  - 落川路線を運行開始[2][17]（高幡不動駅 - 落川 - 聖蹟桜ヶ丘駅、1日11往復）[2]。
  - 旭が丘循環路線で経路変更、豊田住宅奥へ乗り入れ開始[2][17]。
- 2005年（平成17年）
  - 3月25日：大学名変更に伴い「科学技術大学」停留所を「首都大学東京前」に改称[2]。
  - 7月1日：平山循環路線を運行開始（日野市役所 - 豊田駅北口 - 平山城址公園駅 - 平山循環、1日7便）[2]。
- 2006年（平成18年）3月1日：施設名変更に伴い「ふるさと博物館前」停留所を「新選組のふるさと歴史館前」に改称[2]。
- 2009年（平成21年）5月16日
  - 川辺堀之内路線が運行開始（高幡不動駅 - 日野市民プール - 豊田駅南口、1日8往復）[2]。
    - 豊田駅南口バス停でテープカットセレモニーが行われる。当該車両は日野・リエッセ[2]。
    - 5月16日は記念イベントによるPR運行となり、翌17日から通常運行した[2]。
- 2010年（平成22年）
  - 4月4日
    - 学校統合による校名変更に伴い「三沢台小学校」停留所を「七生緑小学校」に改称[2]。
    - 多摩都市モノレール線延伸に伴い「万願寺」停留所を「万願寺駅」に改称[2]。

  - 8月8日：日野台路線を一般路線化し、桜ヶ丘営業所から八王子営業所に移管[2]。
  - 10月16日
    - 市内路線で経路変更[2]。桜ヶ丘車庫 - 高幡不動駅間、豊田駅北口 - 平山城址公園駅間を廃止[2]。日野駅 - 日野市役所間を都営大坂上アパート経由に変更[2]。
    - 南平路線の日野駅系統を廃止[2]。
    - 旭が丘循環路線で経路変更、日野駅 - 豊田駅北口間を廃止[2]。豊田駅北口を起終点とする循環路線となる。
    - 平山循環路線で経路変更、日野市役所 - 豊田駅北口間を廃止[2]。豊田駅北口を起終点とする循環路線となる。
- 2012年（平成24年）4月1日
  - 三沢台路線に百草園住宅中央 - 高幡不動駅系統を新設、「百草園住宅中央」停留所を開設（聖蹟桜ヶ丘駅方向のみ）[2]
- 2014年（平成26年）
  - 3月1日：市内路線、川辺堀之内路線で中型車の運用を開始（不定期）[2]。
  - 4月1日：三沢台路線で中型車の運用を開始（不定期）[2]。
  - 8月1日：乗り継ぎ制度の運賃支払い方法を変更[2]。
  - 11月16日：イオンモール多摩平の森開業に伴い、豊田駅北口の「交番前」停留所を「イオンモール多摩平の森」に改称[2]。
- 2015年（平成27年）1月16日：平山循環路線で経路変更、「滝合橋西」停留所を新設（豊田駅北口方向のみ）[2]。
- 2016年（平成28年）10月1日
  - 平山循環路線を終日豊田駅北口発着に変更、日野市役所 - 豊田駅北口間を廃止[2]。
  - 南平路線の北野街道口系統（高幡不動駅→北野街道口）を、高幡不動駅を起点とする循環路線（高幡不動駅→みなみが丘→北野街道口→南平→高幡不動駅）に変更し「北野街道循環」とする[2]。
- 2017年（平成29年）4月1日：豊田駅南口ロータリー完成に伴い、川辺堀之内路線が駅前ロータリーに乗り入れ開始[2]。同路線の運行開始時から使用してきた専用停留所は廃止された。
- 2019年（令和元年）6月20日：南平路線で経路変更、「南平四丁目」停留所を新設。南平路線の北野街道循環を大幅増便（1日12便→33便）[2]。
- 2020年（令和2年）11月：調布営業所よりバスカラーでのポンチョ（S21925）が転属される。
- 2023年（令和2年）
  - 4月1日：旭が丘循環・落川・平山循環・市内路線が京王バス桜ヶ丘営業所へ変更される。
  - 9月13日：行先表示機が白色LEDでバスカラーでのポンチョ（S22334・S22335・S22336・S22337）の計4台が導入され、2010年式または2011年式へ置き換えられる。

## 現行路線

### 市内路線 (S)
- 高51：高幡不動駅 - 万願寺駅 - 中央道バス停下 - 日野駅 - 実践女子大学 - 日野市役所 - 日野市立病院（下りのみ） - 市立病院入口 - 豊田駅北口

1986年（昭和61年）8月20日運行開始。最初に開通した路線であり、現在も最も長いルートを走る。
当初のルートは、高幡不動駅 - 万願寺 - 日野駅 - 市立病院 - 豊田駅北口 - 旭が丘四丁目 - 平山城址公園駅であった。1999年2月1日に起点が桜ヶ丘車庫に延伸され、2002年6月24日に旭が丘付近のルートを分離して「旭が丘路線」とした。
2010年10月16日に起点を高幡不動駅に戻し、終点を豊田駅北口に短縮、また運行間隔を従来の80分間隔から40分間隔に短縮した。これにより、日野市役所 - 豊田駅北口間は、後述の南平路線と合わせて20分間隔となっている。ラッシュ時の増便はない。

### 三沢台路線 (W)

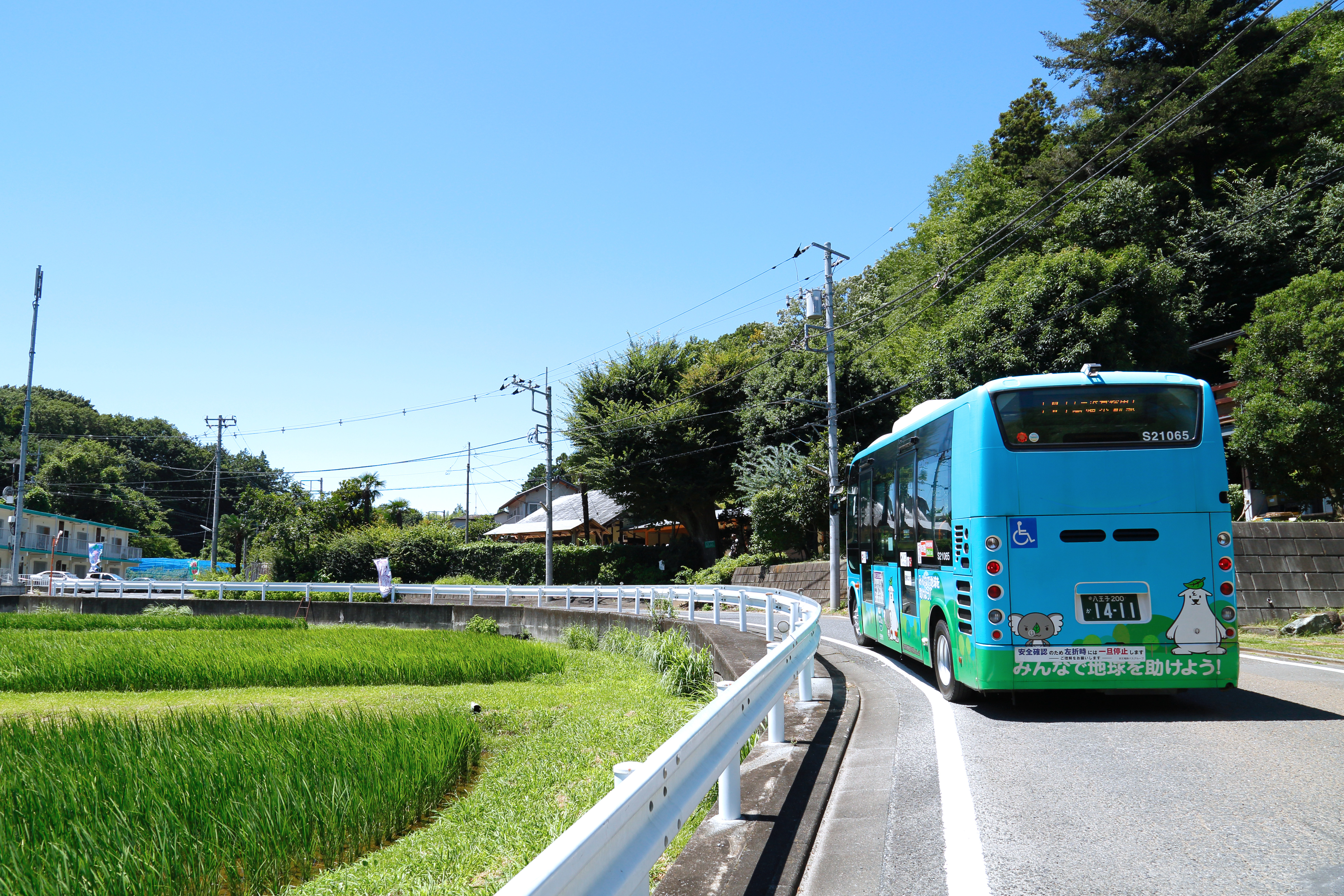
エコアラ・エコクマのラッピング車両
三沢台路線「W」系統

- 高20：高幡不動駅 - 三沢台 - 百草園住宅 - 倉沢 - 和田 - 一の宮 - 聖蹟桜ヶ丘駅

1992年（平成4年）3月2日運行開始。高幡不動駅と聖蹟桜ヶ丘駅を三沢台・百草園住宅経由で結ぶ路線である。40分間隔での運行。
2003年（平成15年）9月29日より、南平路線と高幡不動駅における乗り継ぎ割引を行っている。
起終点は京王電鉄バスの一般路線である百草団地線（高22など）と同一だが、ルートはかなり異なる。三沢台は名の通り標高が高く、百草団地線で包含できていない地域の徒歩の不便さを解消している。夜間の運行はないが、百草団地線が深夜バスで一部の区間を走っている。

### 南平路線 (D)

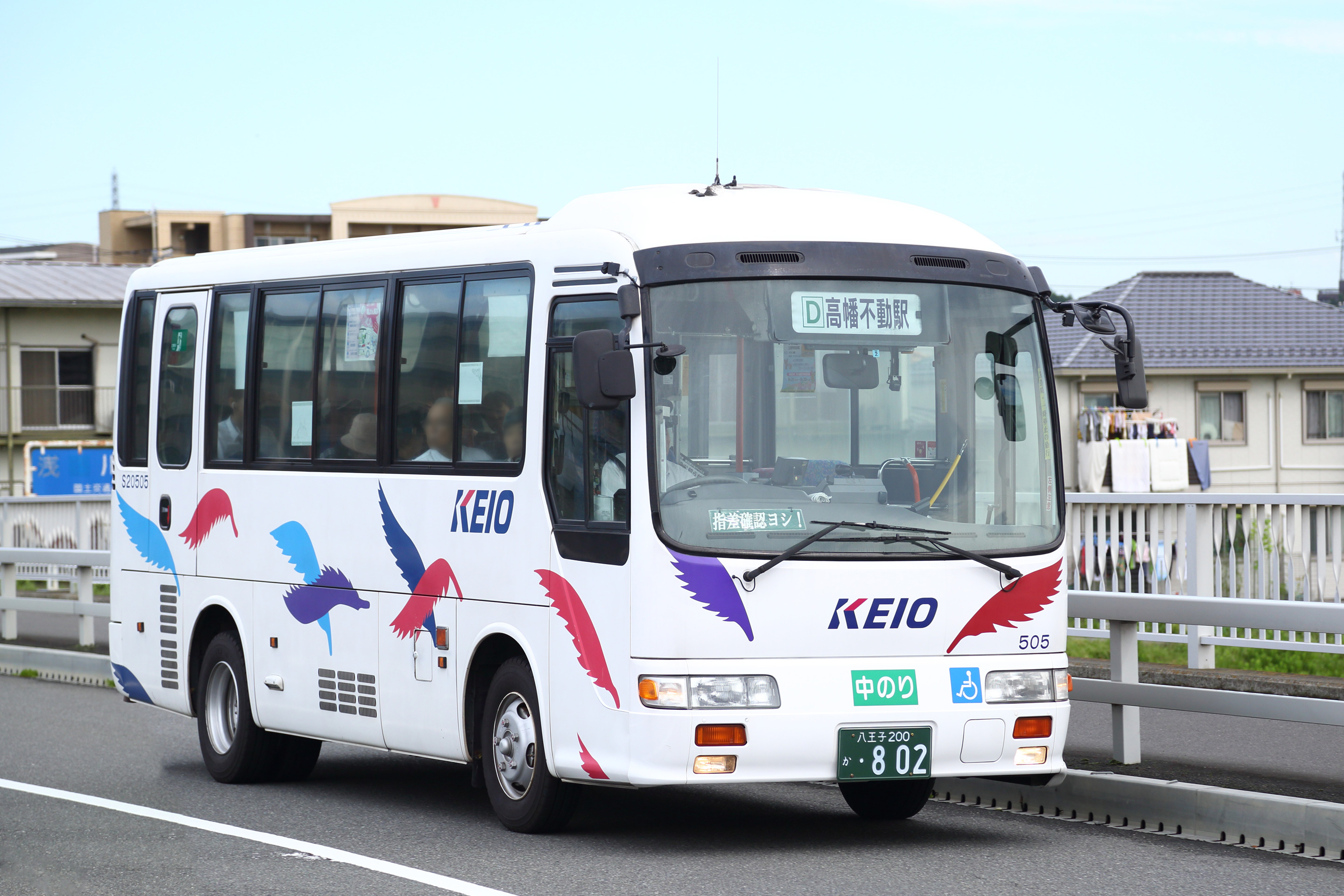
南平路線「D」系統
日野・リエッセ (S20505)
※寺田支所へ転属

- 高06：高幡不動駅 - 鹿島台 - みなみが丘 - 北野街道口 - 一番橋 - 日野市役所 - 日野市立病院（下りのみ） - 市立病院入口 - 豊田駅北口
- 高06：高幡不動駅 - 鹿島台 - みなみが丘 - 北野街道口
- 高06：高幡不動駅 → 鹿島台 → みなみが丘 → 北野街道口 → 南平体育館入口 → 南平 → 高幡不動駅〈北野街道循環〉

1995年（平成7年）4月3日運行開始。当初は「日野駅系統」として、高幡不動駅 - 鹿島台 - 日野駅を結んでいた。高幡不動駅を発着し、日野市役所付近から日野駅に向かう系統（高05）であった。
翌1997年（平成9年）4月4日に「豊田駅北口系統」が新設（高幡不動駅 - 鹿島台 - 豊田駅北口）。当初は1日2往復のみの運行であったが、日野駅系統（高05）の廃止により、高06が南平路線のメインとなった。
2001年（平成13年）1月16日に「北野街道口系統」が新設（高幡不動駅 - 鹿島台 - 北野街道口）。当初は1日3便のみ運行していた。
2010年（平成22年）10月16日に「日野駅系統」は廃止。現行の高06に統一された。
2016年（平成28年）10月1日の改正で「北野街道口系統」を、高幡不動駅を起点とする循環路線に変更し「北野街道循環」とした。2019年（令和元年）6月20日の改正では「北野街道循環」の大幅増便が行われた（1日12便→33便）。
南平地区、東豊田地区を経由する路線である。名前がまぎらわしいが、京王線側のターミナルは高幡不動駅だけであり、南平駅には至らない（2020年現在、南平駅を発着する一般路線バスはない）。南平地区では標高の高い地区を走り、徒歩移動の困難さを解消している。
20分間隔での運行。通勤時間帯には、高幡不動駅 - 北野街道口間の区間便が運行され、この区間の乗客は特に多い。日野台路線と同様に一般路線に近い側面もある。

### 旭が丘循環路線 (A)

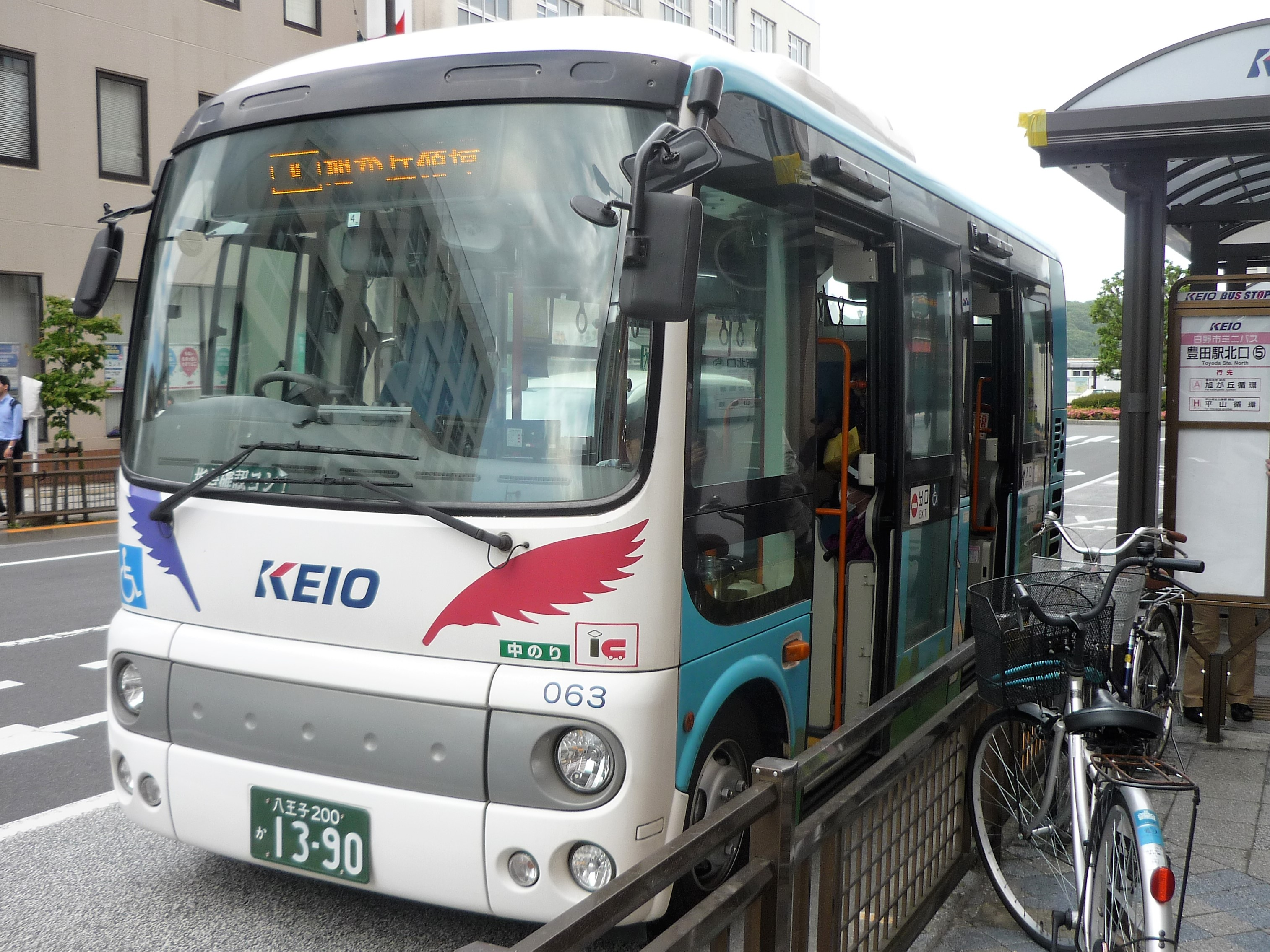
旭が丘循環（豊田駅北口）

- 日05（初代）：豊田駅北口 → 旭が丘 → 首都大学東京前 → 旭が丘小学校 → 豊田住宅 → 旭が丘六丁目 → 旭が丘 → 豊田駅北口

2002年（平成14年）6月24日運行開始（日野駅 - 豊田駅北口 - 旭が丘循環）。当初は日野駅を発着し、豊田駅北口を経由して旭が丘地区を循環する路線として、1日10便を運行していた。
市内路線 (S) のうち、旭ヶ丘付近のルートを分離してルートを若干変更し、日野駅起点の循環路線として開通したものである。
2010年（平成22年）10月16日の改正で、日野駅 - 豊田駅北口間が廃止され、豊田駅北口を起終点とする循環路線となった。またその際に運行間隔が80分から60分に短縮された。これにより当路線で直接アクセスできなくなった日野市立病院・日野市役所へは、豊田駅北口での乗り継ぎ割引が適用される。
首都大学東京前→旭が丘小学校間では八王子市との境目を走っており､大和田町や高倉町の南側周辺への利便性も担っており､日野平山台住宅は都立八王子東高校の最寄りバス停となる｡

### 落川路線 (O)

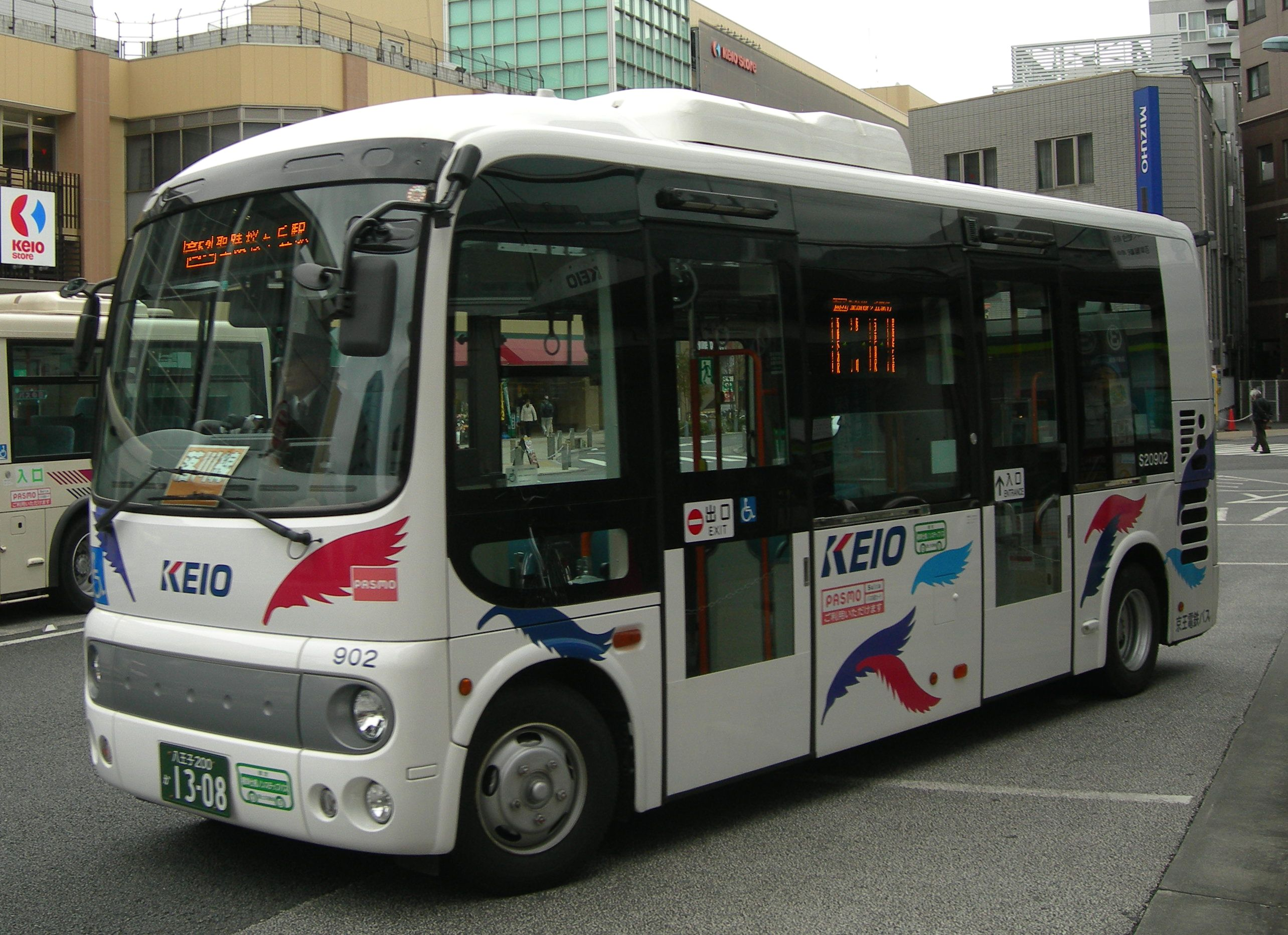
落川路線 (S20902)
日野市ミニバスでは、アルファベットの系統記号が導入される前は、一般路線同様に系統番号を表示していた。

- 高52：高幡不動駅 - 第八小学校西 - 金田公園 - 百草園駅北 - 百草園駅（上りのみ）- 桜ヶ丘車庫 - 聖蹟桜ヶ丘駅

2004年（平成16年）12月20日運行開始。起終点の高幡不動駅と聖蹟桜ヶ丘駅では、三沢台路線 (W) と同じのりばを共有する。三沢台路線 (W) と起終点は同じだが経由地は異なり、百草園駅までは川崎街道を経由し、百草園駅の踏切を渡り高幡不動駅までは京王線の北側を走行する。
60分間隔での運行。落川地区をほぼ横断する路線で、百草園駅を経由して高幡不動駅と聖蹟桜ヶ丘駅を結ぶ。日野市ミニバスでは唯一、ほぼ全線で平坦地を走っており、住宅地を迂回状に運行する。

### 平山循環路線 (H)
- 平05：豊田駅北口 → 西平山三丁目北 → 滝合橋西 → 平山住宅 → ひらやま保育園 → 平山城址公園駅 → 平山台健康・市民支援センター → 平山一丁目 → 七曲り公園 → 都営平山四丁目アパート → 平山城址公園駅 → 平山住宅 → ひらやま保育園 → 滝合橋西 → 西平山三丁目北 → 豊田駅北口

2005年（平成17年）7月1日運行開始（日野市役所 - 豊田駅北口 - 平山城址公園駅 - 平山循環）。当初は日野市役所を発着し、豊田駅北口・平山城址公園駅を経由して1日7便を運行していた。
2016年（平成28年）10月1日の改正で、日野市役所 - 豊田駅北口間を廃止し、終日にわたり豊田駅北口を発着する循環路線となった。またその際に運行間隔が120分から60分に短縮された。これにより当路線で直接アクセスできなくなった日野市立病院・日野市役所へは、豊田駅北口での乗り継ぎ割引が適用される。
豊田駅北口を起点とし、浅川北側の東平山、西平山地区と、浅川南側の平山地区の一部を走る。中央線以南の西平山地区にバスが走ったのはこのミニバス路線が初めてである。東平山地区では市内路線が先行開業しており、東豊田、川辺堀之内地区は、過去に京王帝都電鉄が高幡不動駅 - 東豊田 - 豊田駅南口間を走らせていた。
平山地区でこの路線が走らない地域には、2003年4月より南観光交通が運行受託するワゴンタクシー「かわせみGO」が運行されている。
2017年（平成29年）3月19日には「豊田三丁目」停留所が廃止された。豊田三丁目停留所付近の交差点が豊田駅北口側へ移転されたため。
なお、同停留所を経由する京王バスの一般路線である豊32（中大線）は、同年4月の豊田駅南口ロータリー完成に伴い南口発着に変更され、同停留所は豊田駅方面のみ停車するようになったが、当系統は南口発着に変更されなかった。

### 川辺堀之内路線 (K)

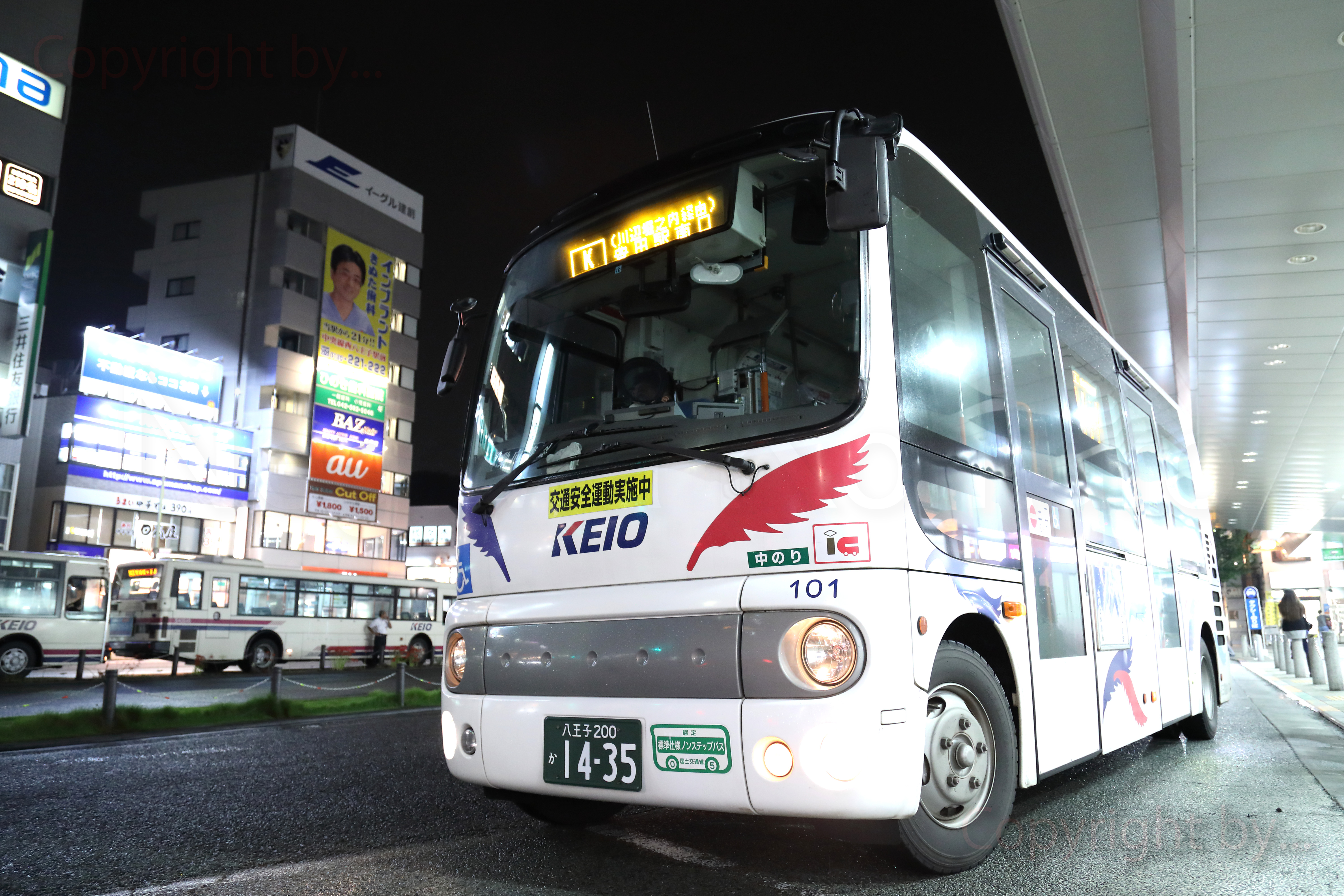
川辺堀之内路線（高幡不動駅）

- 高30：高幡不動駅 - 川辺堀之内 - 日野市民プール - 一番橋西 - 東豊田一丁目 - 豊田駅南口

2009年（平成21年）5月16日運行開始。日野市ミニバスでは最も新しい路線である。
2017年（平成29年）4月1日より豊田駅南口ロータリー完成に伴い、駅前ロータリーに乗り入れ開始した。豊田駅南口のミニバス専用停留所は折り返しの都合上、駅南口直近のタクシープールではなくやや南東に設けられていたが、駅前ロータリー完成により乗り場が新設され、従来の専用停留所は廃止された。
かつて、昭和40年代後半まで京王帝都電鉄が高幡不動駅 - 川辺堀之内 - 豊田駅南口を運行していたが、これが廃止され交通不便地域となっていたものを、日野市ミニバスとして実質的に改めて開通したものである。日野市公式サイトによれば、豊田駅と高幡不動駅を接続する必要性の言及もある。運行ルートは、かつての路線とほとんど同じであるが、東豊田一丁目付近より西は新道を通る。また停留所は若干増加している。
2014年（平成26年）3月1日より不定期に中型車の運用が開始された。途中に狭隘路がないことと利用者の増加もあり、京王電鉄バスカラーの中型車（日野・レインボーII）で運行されることが多い。60分間隔での運行。

## 廃止・移管路線

### 日野台路線
- 日04：日野駅 - 日野第三小学校 - 緑ヶ丘 - 石川町 - 日野台五丁目 - 市立病院入口 - 豊田駅北口

1991年（平成3年）11月18日運行開始。京王電鉄バスの一般路線である日50（日野八線）と同様に、日野台を経由する路線であるが、日04は甲州街道（国道20号）ではなく日野台地区の北側を走る。日野市役所は経由しない。
全般的に運行頻度が高く乗客も多い。データイムは40分間隔だが、通勤時間帯は頻度が高くなる。当初は他系統と同様のマイクロバスが使用されていたが、その後は主に日産ディーゼル・RNが使用されていた。
2010年（平成）8月8日に一般路線となり、同時に八王子営業所に移管された。京王での路線名は「日野台線」。2017年4月1日のダイヤ改正で一部便が桜ヶ丘営業所に再移管され、八王子営業所との共管に変更された。

### 南平路線（日野駅系統）
- 高05：高幡不動駅 - 鹿島台 - 日野駅

1995年（平成7年）4月3日運行開始。高幡不動駅と日野駅を鹿島台経由で結ぶ。豊田駅へは行かない。2010年（平成22年）10月16日廃止。

## 車両
基本的には小型車で運行されるが、路線によっては中型車が使用されることもある。日野市公式サイトによれば「市内路線、川辺堀之内路線、三沢台路線で中型バスが運行する場合があります。」とある。
2016年（平成28年）8月20日より12月末まで、ミニバス開業30周年を記念して、市内の中学生が絵を描いた手作りの記念プレートが車体に展示された。

### 現行車両
- 日野・ポンチョ[21]
  - 京王電鉄ミニバスカラー・（一部車両はエコクマ・エコアララッピング）[22]
  - 京王バスカラー
  - ノンステップバス[3]
  - 定員36名[3]

- 日野・レインボーII
  - 京王電鉄バスカラー（一般路線バスと共用）
  - ノンステップバス

### 過去の車両
- 日野・レインボーRB[1][23]

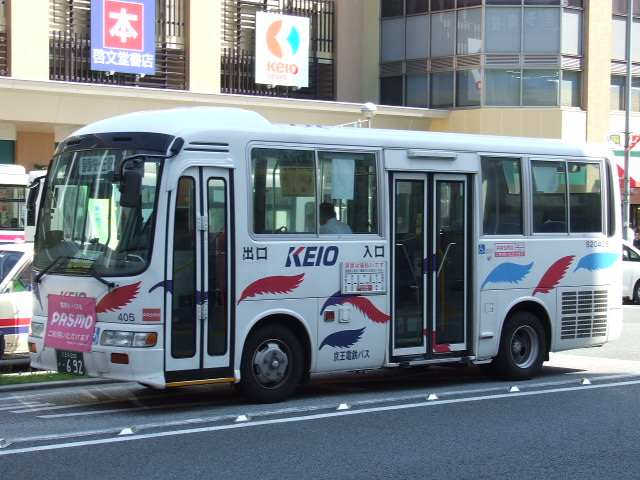
調布市ミニバスへ転属した日野・リエッセ (S20405)

  - 1986年の開業時は京王帝都カラー（2代目簡略塗装）[23]
  - 1989年のCI導入により京王電鉄ミニバスカラーに塗り替え[1][6][23]

- 日産ディーゼル・RN
  - 京王電鉄バスカラー
  - 1996年9月26日に京王電鉄（当時）が導入[1][6]、10月より営業運転を開始[24]。

- 日野・リエッセ[10][21]
  - 京王電鉄ミニバスカラー[10]
  - 車椅子用ステップリフトバス（ツーステップ）
  - 定員39名[3]

### カラーリング
他の自治体のコミュニティバスのような専用カラーは存在せず、京王電鉄バスの塗装をそのまま生かしている。
小型車は、京王電鉄バス「ミニバスカラー」の車両が使用される。白地に京王レッド・京王ブルー・水色の3色の羽模様が散らされ、フロントに「KEIO」ロゴが入る。このミニバスカラーは、アメリカのデザイナーであるソール・バスがデザインした京王百貨店の鳩柄の包装紙をアレンジしたものである。1989年11月のCI導入「リフレッシング京王」により、それまでの京王帝都カラーに代わる京王電鉄カラーのミニバス版として設定されたもので、かつては京王電鉄バスグループの小型車共通カラーであった。
1986年の開業当時は、京王帝都電鉄（当時）の京王帝都カラー（2代目簡略塗装）をまとった小型車の日野・レインボーRBが導入された。初代車両のレインボーRBは、CI導入によりミニバスカラーに塗り替えられた。
その後、京王バスの分社化と新型車両への代替が進むにつれて、他の営業所の小型車は京王バス子会社系の「京王バスカラー」（白地に京王ブルーと黄金色）で導入されるようになり、また他地域のコミュニティバスは各自治体独自のラッピングを採用したため、このミニバスカラーで新車導入を続けているのが桜ヶ丘営業所のみとなり（八王子営業所はコミュニティバス受託をしていないため小型車の導入がない）、日野市ミニバスの専用カラーのようになってしまった。
中型車は、京王電鉄バスの一般路線車を共通使用する。アイボリー地に京王レッド（チェリーレッド）・京王ブルー（インディゴ）のストライプが入った、いわゆる「京王電鉄カラー」の車両が使用される。その後、京王バスグループ子会社からの転属などにより、白地に京王ブルーと黄金色のいわゆる「京王バスカラー」の車両が使用される場合も生じ、また調布営業所から調布市ミニバスの余剰車が転入したことで、小型車でも京王バスカラーの車両が見られるようになった。

## キャラクター
日野市のご当地キャラとして、バス車体の行先表示板（サボ）やミニバスの停留所には、新選組隊士風のキャラクター「幕末チャレンジャー選之介」のイラストが描かれている。日野市は土方歳三、井上源三郎をはじめ新選組隊士ゆかりの地であり「ひの新選組まつり」も開催されている。
またポンチョの一部車両は、日野市のエコキャラクター「エコアラ・エコクマ」ラッピングバスとなっており、環境保護のためバスを利用してCO2排出を減らそうと呼びかけている。